# Obični američki kesten
Obični američki kesten (lat. Castanea dentata)  je veiklo stablo u rodu pitomog kestena. Sjevernoamerički je endem iz SAD-a i Kanade. Danas je drvo ugroženo zbog bolesti koja mu uzrokuje patogena gljivica Cryphonectria parasitica, koja izaziva rak kore kestena. 

## Opis
Američki kesten bilo je veliko, veličanstveno i važno drvo koje se često nalazilo u mezičnim (umjereno vlažnim) i kserskim (suhim) šumama. Međutim, gljivica kestena je ovu vrstu gotovo istrijebila u svom prirodnom staništu. Obično u divljini, moglo je izrasti do 100 stopa (30 metara). Lako niče iz starih panjeva i korijenja, ali može doseći tek 20 stopa visine i proizvesti nekoliko orašastih plodova prije nego ponovno podlegne bolesti.